# Unidad de montañas de Brockway
La unidad de montañas de Brockway 8,883 millas (14,296 km) se encuentra al este de la carretera de Copper Harbor en la península de Míchigan en los Estados Unidos.
Se puede acceder a los conductos mediante el uso de la carretera estatal M-26 o entrar al extremo oeste de Eagle Harbor y después ir al este de la Península de Keweenaw.

## Geografía

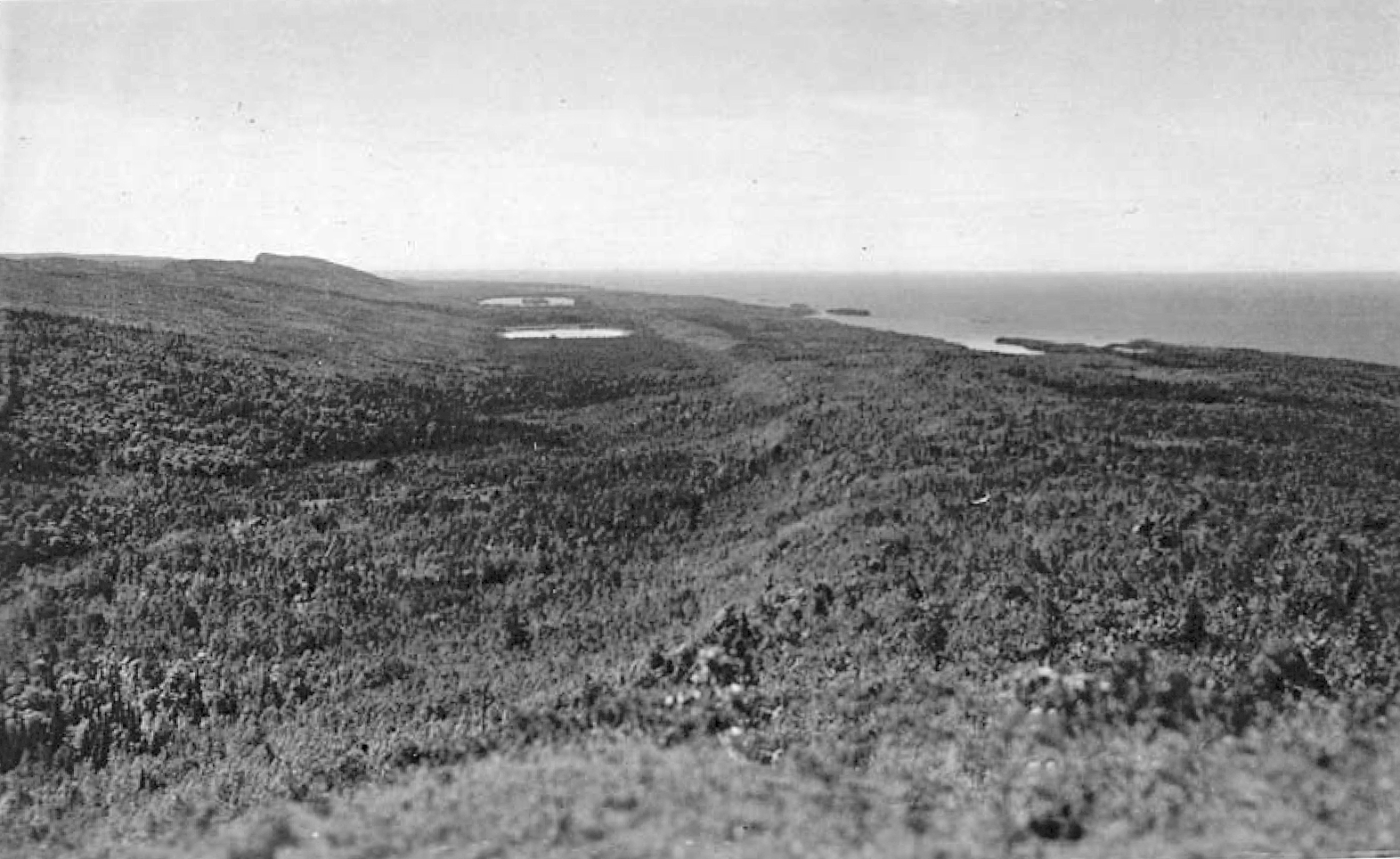
Vista de la Unidad después de su reconstrucción

La unidad de montañas está a 1320 pies (402,3 m) de la geomorfología volcánica de la Península de Keweenaw de Míchigan sobre 5 millas (8 km) al este de Cooper Harbor. La cima de la montaña es de 720 pies (220 m) sobre el nivel del Lago Superior.

## Descripción de la ruta

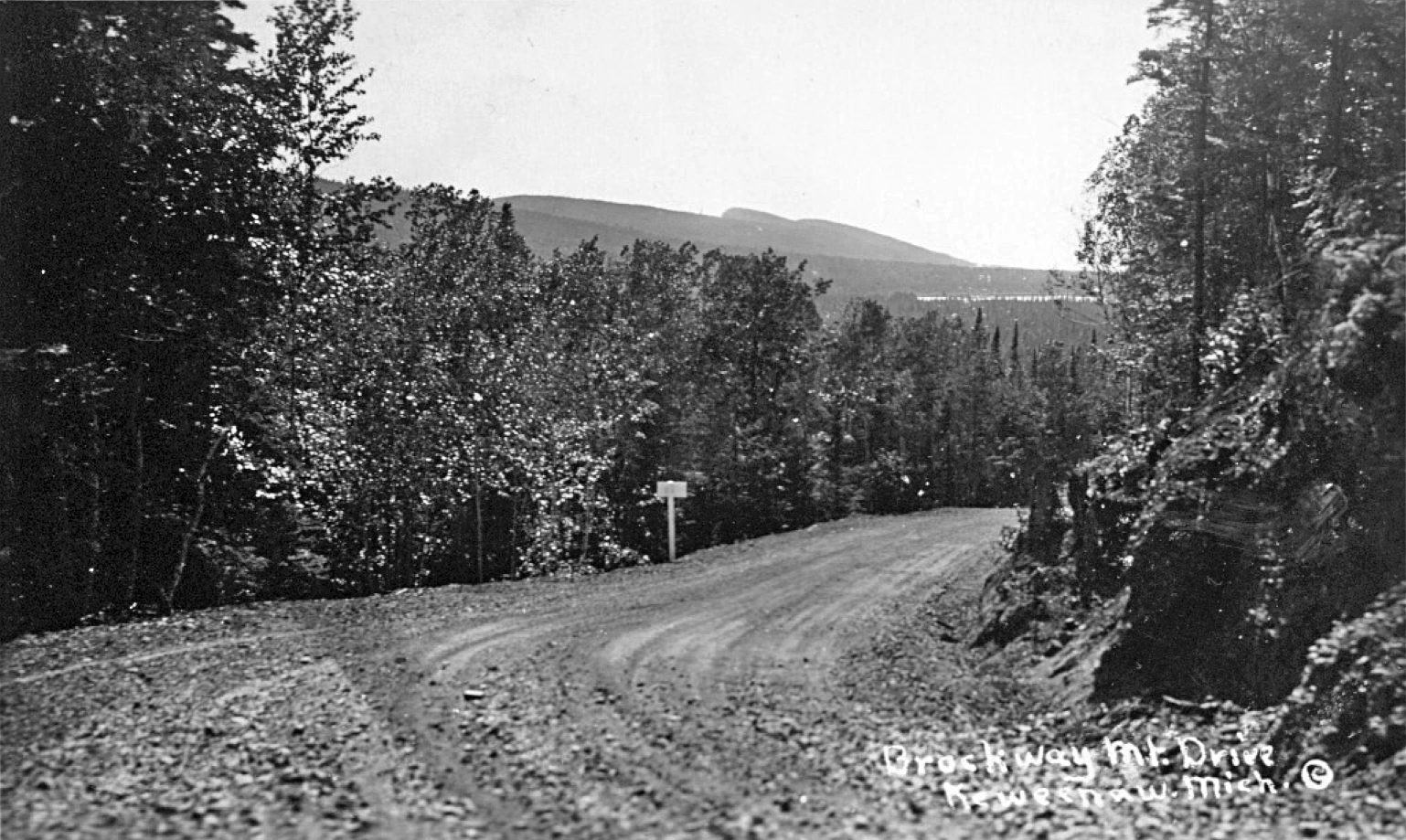
Vista original de la unidad

Cómo ya fue mencionado es posible llegar a la unidad por medio de la carretera nacional del M-26.
Al llegar a la cima de la montaña, es posible ver ciertos conductos que llegan a la unidad, permitiendo ver al lago superior, Copper Harbor, Eagle Port, lagos y montañas. Además de que es posible apreciar a los trabajadores de la Unidad, y en días soleados es posible ver a Isle Royale encontrada a 50 millas (80 km) de distancia. También en la parte superior de la montaña se encuentra una tienda llamada  Inn Skytop. El Inn Skytop ofrece libros, juegos y diversidad de objetos, el Skytop tiene una apriencia de cabaña.